# Ulrich II. von Schönegg
Ulrich II. von Schönegg (* vor 1288; † 25. Juli 1337) war Bischof von Augsburg von 1331 bis 1337. 

## Leben
Ulrich entstammte der Familie der Herren von Schönegg. Sie waren Reichsministerialen und hatten enge Beziehungen zum Hochstift Augsburg. Ulrich war ab 1288 Domkanoniker und 1298 bis 1305 Archidiakon in Augsburg. 1302 betraute ihn der Augsburger Bischof Wolfhard von Roth, ein Verwandter, mit der Verwaltung des Klosters St. Ulrich und Afra. Vermutlich auf Druck König Ludwigs IV. als Bischof von Augsburg gewählt, konnte er sich gegen den von Papst Johannes XXII. ernannten Nikolaus von Frauenfeld durchsetzen. 1336/37 war er Reichskanzler. 1334 war der Beginn der Umgestaltung des Augsburger Doms, in dem er nach seinem Tod am 25. Juli 1337 auch begraben wurde.
Ulrich II. war Bruder seines Nachfolgers Heinrich III. von Schönegg.